# Грейт, Шон
Шон Грейт  (англ. Shawn Grate род. 8 августа 1976) — американский серийный убийца, признан виновным в убийствах 5 женщин при отягчающих обстоятельствах, совершённых с 2006 по 2016 годы.

## Биография
Родился 8 августа 1976 года. О его личной жизни мало что известно. В 1995 году окончил River Valley High School, затем с 1994 по 1999 годы попадал в поле зрения полиции за мелкие кражи и грабёж. Был женат и имел троих детей. В течение с 2006 по 2016 годы Шон Грейт убил 5 женщин в городе Эшленд, штат Огайо.
Его удалось арестовать 13 сентября 2016 года, после того, как последняя жертва, ранее похищенная им позвонила в полицию. Грейт был арестован в своём доме вместе с похищенной девушкой. Ему предъявили обвинение в похищении, изнасиловании и убийстве. Грейт полностью признал свою вину по всем эпизодам.
Жертвы Шона Грейта:
1. Дана Лоури — была убита в 2006 году.
2. Ребекка Лэйси — была убита в марте 2015 года.
3. Стэйси Хикс — убита в 2016 году.
4. Элизабет Гриффит — была убита в 2016 году. До ареста маньяка Гриффит и Хикс считались пропавшими без вести. Однако их тела были обнаружены в доме Шона Грейта. Предположительно он мог их убить весной 2016 года.
5. Последняя жертва была Кендис Каннингем. Она была убита в августе 2016 года. Её тело опознали лишь в начале ноября.

В 2018 году состоялся суд над Шоном Грейтом. В июне 2018 года Грейта признали виновным в похищении и убийстве двух женщин (Стейси Хикс и Элизабет Гриффит) и приговорили к смертной казни.
В марте 2019 года Грейт был признан виновным в убийстве ещё двух женщин (Ребекки Лэйси и Кендис Каннингем) и был приговорён к 2 срокам пожизненного заключения без права на досрочное освобождение. А в сентябре 2019 года Грейт был осуждён на пожизненное лишение свободы за убийство Даны Лоури, убитой в 2006 году. Также он получил дополнительные 16 лет заключения за похищение девушки в сентябре 2016 года.
В последнем слове Шон Грейт попросил прощения у родственников убитых им жертв. На сегодняшний день Шон Грейт ожидает смертной казни в штате Огайо, в исправительном учреждении Чиллкот.